# Colmar-Pont
Colmar-Pont (lb. Colmer Bréck, niem. Colmar-Brücke) – wieś (Uertschaft) w środkowym Luksemburgu, w kantonie Diekirch, w gminie Schieren. Do 3 października 2015 miejscowość leżała w dystrykcie Diekirch. Wieś zamieszkuje 7 osób (1 stycznia 2023).